# Cyrnus crenaticornis
Cyrnus crenaticornis är en nattsländeart som först beskrevs av Friedrich Anton Kolenati 1859.  Cyrnus crenaticornis ingår i släktet Cyrnus och familjen fångstnätnattsländor. Arten är reproducerande i Sverige. Inga underarter finns listade i Catalogue of Life.